# Vauchamps (Marne)
Vauchamps település Franciaországban, Marne megyében. Lakosainak száma 341 fő (2022. január 1.). Vauchamps Corrobert, Bergères-sous-Montmirail, Boissy-le-Repos, Janvilliers, Montmirail (Marne) és Le Thoult-Trosnay községekkel határos.

## Népesség
A település népessége az elmúlt években az alábbi módon változott:
| Lakosok száma | 260  | 250  | 241  | 303  | 365  | 359  | 360  | 367  | 358  | 341  |
|               | 1968 | 1982 | 1990 | 2006 | 2013 | 2015 | 2017 | 2019 | 2020 | 2022 |